# Salve Regina Seahawks
Unter dem Namen Salve Regina Seahawks tritt die Salve Regina University auf der Ebene der NCAA Division III an und ist Mitglied der Commonwealth Coast Conference (CCC) und der New England Football Conference (NEFC). Die Universität bietet zehn Uni-Sportarten für Frauen (Fußball, Feldhockey, Tennis, Langlauf, Basketball, Eishockey, Volleyball, Softball, Leichtathletik und Lacrosse), acht für Männer (Fußball, Langlauf, American Football, Basketball, Eishockey, Tennis, Baseball und Lacrosse) und als gemeinsame Sportart Segeln an. Das Segeln wird von der Inter-Collegiate Sailing Association (ICSA) und ihrer Unterteilung, der New England Intercollegiate Sailing Association (NEISA), geregelt.
Die Schule bietet auch Rugby für Männer und Frauen an, das von der Colonial Coast Rugby Conference, von USA Rugby und dem Verband World Rugby geleitet wird. Das Rugby-Programm für Männer tritt auf der Ebene der Division III und das Programm für Frauen auf der Ebene der Division III in der National Small College Rugby Organization (NSCRO) an.
Das Universitätsmaskottchen ist der Seahawk.